# 特許協力条約
特許協力条約（とっきょきょうりょくじょうやく、Patent Cooperation Treaty、PCT）は、複数の国において発明の保護（特許）が求められている場合に各国での発明の保護の取得を簡易かつ一層経済的なものにするための条約である。

## 概要
世界知的所有権機関が管理する条約のひとつで、日本での官報告示における名称は、1970年6月19日にワシントンで作成された特許協力条約である。法令番号は昭和53年条約第13号。
この条約は、国際出願によって複数の国に特許を出願したと同様の効果を提供するが、複数の国での特許権を一律に取得することを可能にするものではない。この条約等によって複数の国で特許権を取得したかのような「国際特許」、「世界特許」または「PCT特許」といった表現が使用されることがあるが、世界的規模で単一の手続によって複数の国で特許権を取得できるような制度は、現在のところ存在しない。
特許協力条約は、1970年6月19日にワシントンD.C.で作成され、1978年1月24日に発効した。その後、数回修正されている。
米国は、知的財産に関する条約に米国の地名を冠することを目的としてワシントンで外交会議を開催したとされ、当初はワシントン条約との呼び名も用いられたが、現在はPCTが略称として定着している。
2017年3月9日現在、締約国の数は152である。日本は1978年7月1日に加入書を寄託しており、本条約は1978年10月1日に日本について効力が発生した。

## 背景
PCTは工業所有権の保護に関するパリ条約（以下、パリ条約）をベースとしている。パリ条約は、工業所有権の保護のための同盟を形成するもので（パリ条約第1条(1)）、パリ条約第19条ではパリ条約の規定に反しない限り、パリ条約の同盟国間で「特別の取極」（とくべつのとりきめ）をする事を認めている：
PCTは、こうした「特別の取極」により、パリ条約に反しない範囲で国際的に統一された特許出願手続を提供するものである。よってPCTのいかなる規定も、パリ条約の締約国の国民又は居住者の同条約に基づく権利を縮減するものと解してはならない（PCT条約1条(2)）。

### 締約国
PCTの締約国は、パリ条約の同盟国に限られ、パリ条約の同盟国が「署名し、その後に批准書を事務局長に寄託する」か若しくは「加入書を事務局長に寄託する」かによりPCTの締約国になる事ができる（PCT条約62条）。

## 関連する条約と法令
関連する条約、法令として以下のものがある。

### 条約
- 特許協力条約
- 特許協力条約に基づく規則
- 特許協力条約に基づく実施細則

### 法令
- 特許協力条約に基づく国際出願等に関する法律
- 特許協力条約に基づく国際出願等に関する法律施行令
- 特許協力条約に基づく国際出願等に関する法律施行規

## 出願人にとっての利点
工業所有権の保護に関するパリ条約は、「各国特許の独立」の原則を尊重しつつ特許の保護のための各国の同盟を形成し、ある同盟国で特許出願をした同盟国民には他の同盟国において1年間の「優先権」を認める。1年間の優先権とは、ある同盟国（第一国）で特許出願したものと同じ内容の出願を、第一国出願の日から1年以内に他の同盟国（第二国）に出願した場合に、第二国にした出願の審査に関してはその出願は第一国への出願の日に行われたものとして扱われる権利である。
パリ条約の優先権の制度がないと、自分の発明に対して世界的な保護を求める人は、世界各国にほぼ一斉に同じ内容の出願をしなければならないが、優先権の制度があると、とりあえずどこかの一国で出願をすれば、1年間の猶予期間が与えられ、その間に各国で出願する必要があるかを判断し、各国で出願する準備をすればよい。出願を各国語に翻訳したり各国において自分の代理人を選定したりするために莫大な出費とかなりの時間が必要になるので、1年間の猶予期間は重要である（パリ条約は特許以外にも実用新案、意匠、商標、商号などの保護に関係する条約であるが、この記事においては、特許の保護に関してのみ言及した。またこの記事は法律的な正確さよりもわかりやすさを重視した。）。
しかし、パリ条約による優先権が実現する1年間の猶予期間は短いものである。特に、第一国にした出願の審査結果が1年以内に出ることは一般に期待できないので、出願人は、第一国の審査結果を見ずに各国に出願する手続を開始することになる。第一国の特許庁による審査の結果、自分の発明と同じものを以前に別の人が発明していたことが判明し、出願が拒絶された場合、他国でも出願が拒絶されることは明白であるから、出費を節約したい出願人は、第一国の特許庁による審査の結果を見て、他国でも特許を受ける望みがありそうな場合にのみ他国での出願を行うことにしたい。
したがって、世界中で発明の保護を求めたい出願人にとっては、1年間より長い猶予期間が望ましい。また、猶予期間の間にどこかの特許庁による審査の結果を見て、自分の発明が特許を受ける見込みがあるか否か、世界各国で手数料を支払って出願する価値があるか、を判断できることが望ましい。さらに、手数料の総額を低く抑えられる制度が望ましい。
特許協力条約が実現する国際出願は、上記のような出願人の希望を叶えるものである。国際出願を利用すると、猶予期間を2年半（30か月）に延長できる。そして、その間に自分の出願に特許を受ける見込みがあるのかを判断するための材料となる国際調査機関による国際調査報告と国際調査機関の見解書、さらには国際予備審査機関による国際予備審査報告を受け取ることができる。手数料の総額も、世界の複数の国で特許を取得する場合には、世界各国に個別に出願するときに比べて低く抑えられるように設計されている。
ここで、国際調査機関や国際予備審査機関は具体的には加盟国に存在するうちのいくつかの特許庁である。調査や予備審査に必要な各国語文献の蓄積を有し、各国語文献を理解して検索できる職員を有する大規模な特許庁のみが国際調査機関や国際予備審査機関として働き、国際出願に特許を受ける見込みがあるかの報告書を作成する。

## 国際出願

### 対象範囲
PCT条約は「特許」を対象にするが、PCT条約における「特許」は、特許、発明者証、実用証、実用新案、追加特許、追加発明者証及び追加実用証を意味する（PCT条約2条(ii)）。

### 国際出願

#### 出願の主体
以下の者が国際出願をすることができる：
- 締約国の居住者及び国民（PCT条約9条(1)）
- 上記に該当しないが、パリ条約の締約国の居住者及び国民で、総会が決定したもの（PCT条約9条(2)）

なお、
- 出願人が複数いる場合は、そのうち一人以上が上述の条件に合致すれば国際出願できる（PCT条約9条(3)、PCT規則18.3）。

法人の場合、 いかなる場合にも、
- 締約国において現実かつ真正の工業上又は商業上の営業所を有することは、「その締約国に住所を有する」とみなす（PCT規則18.1(b)(i)）。
- 締約国の国内法令に従って設立された法人は、「その締約国の国民」とみなす（PCT規則18.1(b)(ii)）。

#### 出願先
出願人は以下の機関に国際出願できる。該当する機関が複数あるときは、いずれに国際出願してもよい（PCT規則19.1(a)、(b)、19.2）：
- 出願人の少なくとも一人がその居住者若しくは国民である締約国の国内官庁、又はその締約国のために行動する国内官庁
- 国際事務局（出願人がどの締約国の居住者ないし国民である場合も可）

ここで国内官庁とは、特許を与える任務を有する締約国の政府の当局の事である（PCT条約2条(xii)）。国際出願がなされた機関を受理官庁という（PCT条約2条(xv)）。

#### 出願書類
国際出願には以下を含めなければならない（PCT条約3条）：
- 願書
- 明細書
- 請求の範囲
- 必要な図面
- 要約

##### 願書
願書には、次の事を記載しなければならない（PCT条約4条）：
- 国際出願である旨
- 発明の保護を求める1つ以上の指定国（締約国の中から選択）
  - 指定しない場合は、出願日の時点で有効なすべての締約国を指定したものとみなされる（みなし全指定）（PCT条約4条(ii)、PCT規則4.9(a)(i)）。
  - 指定国への出願がEPC出願のような広域出願を意味する国内法令がある場合、そうした国を指定すると広域出願された事になる。
- 出願人と代理人（もしいれば）の氏名又は名称、並びにこれらの者に関するその他の所定の事項
- 発明の名称
- 発明者の氏名又は名称その他の発明者に関する所定の事項（1つ以上の指定国の国内出願する際にこれらを必要としている場合のみ）

##### 図面
発明の理解に必要な場合には図面が要求される。そうでない場合も出願人が任意で図面を添付したり、指定官庁が図面を要求したりできる（PCT条約7条）。図面が常に要求される国内法令と任意で要求される国内法令の併存を許すためにこのような規定になっている（特許協力条約逐条解説p72）。

##### 記述言語
願書は、受理官庁が国際出願のために認めた言語で記述する必要がある（PCT規則12.1(a)）。
- 受理官庁が日本国特許庁の場合、願書の言語は日本語か英語でなければならない（国出法3条1項、国出法施行規則12条）。
- 受理官庁が国際事務局の場合は、国際公開言語であるアラビア語、中国語、英語、フランス語、ドイツ語、日本語、韓国語、ポルトガル語、ロシア語、スペイン語のいずれかで願書を記載する[1]。それ以外の言語の場合は一ヶ月以内に翻訳を提出する（PCT規則12.3）。

#### 手数料
出願人は以下の手数料を払わねばならない：
- 送付手数料：書類送付その他受理官庁の業務に必要な手数料。出願受理から一ヶ月以内に受理官庁が定めた額を払う（PCT規則14条）
- 国際出願手数料：国際事務局のための手数料。出願受理から一箇月以内に調査手数料は、受理官庁が徴収する。調査手数料は、受理官庁が定める通貨で受理官庁に払い、受理官庁がスイスフランで国際事務局に払う（PCT規則15条）
- 調査手数料：国際調査機関に払う手数料。調査手数料は、受理官庁が徴収する。調査手数料は、受理官庁が定める通貨で受理官庁に支払い、国際調査機関が定める通貨で受理官庁が国際調査機関に払う（PCT規則16条）

#### 受理官庁による受理
受理官庁は、PCT条約及びPCT規則に従い、国際出願を点検し及び処理する（PCT条約10条）。所定事項が記載されていないなど「国際出願の欠陥」が見つかった場合は、出願人に補充を要求する（PCT条約14条(1),(4)）。所定期間までに出願人が補充しない場合、受理官庁は出願を取り消した旨を宣言する（PCT条約14条(1),(4)）。所定の手数料が支払われない場合も受理官庁は出願を取り消した旨を宣言する（PCT条約14条(3)(a)(b)）。
受理官庁は国際出願の一通を保持し、一通を国際事務局に送付し、他の一通を管轄国際調査機関に送付する（PCT条約12条(1)）。これらはそれぞれ「受理官庁用写し」、「記録原本」、「調査用写し」と呼ぶ（同項）。これらのうち記録原本を国際出願の正本とする（PCT条約12条(2)）。国際事務局が所定の期間内に記録原本を受理しなかった場合、国際出願は取り下げられたものとみなされる（PCT条約12条(3)）。

#### 国際出願日の認定
出願人が出願要件を満たしており、しかも願書に必要事項（国際出願日認定要件）が全て記載されていれば、国際出願の受理の日を国際出願日として認める（PCT条約11条(1)）。必要事項が記載されていない場合、受理官庁は出願人に対し必要な補充をすることを求め、補充の受理の日を国際出願日として認める（PCT条約11条(2)(a),(b)）。
願書で言及されている図面が欠落している場合も同様に通知する。出願人が図面を提出した場合、受理官庁がその図面を受理した日を国際出願日とする（PCT条約14条(2)）。図面を提出しない場合は、その図面への言及は無いものとみなす（同項）。

### 出願の効果

#### 各国での出願認定
```
国際出願日が認定された国際出願は、指定国における「正規の国内出願」とみなされ、国際出願日は、各指定国における「出願日」とみなされる（PCT条約11条(3)）。ただし64条(4)の留保規定に当てはまる国はこの限りではない(PCT条約11条(3)、64条(4)(b)）。
```

また必要事項が記載された国際出願は、パリ条約における「正規の国内出願」とする（PCT条約11条(4)）。 これはその出願に対しパリ優先権が生じる事を意味する（パリ条約4条A(1)）。

#### 優先権
PCT出願の際、それ以前になされた出願を基礎として優先権を主張する申し立てをする事ができる（PCT条約8条(1)）。この場合、基礎となる出願はパリ条約の締約国において又は同条約の締約国についてなされたものでなければならない（同項）。
優先権の申し立てがなされた場合、後述する自己優先に当てはまるケースを除いて、パリ条約に従って優先権の主張の条件及び効果が与えられる（PCT条約8条2(a)）。

#### 自己指定
以下の2条件のいずれかを満たすケースを自己指定といい、自己指定の場合は、優先権の主張の条件及び効果は、当該指定国の国内法令の定めるところによる（PCT条約8条2(b)）。
- PCT出願のいずれかの指定国において若しくはいずれかの指定国についてされた国内出願を基礎とする優先権の主張を伴う場合
- 指定国として一国のみの含む国際出願を基礎とする優先権の主張を伴う場合

「いずれかの指定国についてされた」はEPCのような広域出願を指している。

#### 日本における優先権
日本の場合は自己指定は国内優先（特許法41条）として扱われる。
よって日本の場合、以上をまとめると以下のようになる：
| 基礎となる出願                                      | 優先権主張出願                         | 主張できる優先権                           |
| --------------------------------------------------- | -------------------------------------- | ------------------------------------------ |
| 日本の国内出願、 若しくは日本のみを 指定したPCT出願 | 国内出願                               | 国内優先権                                 |
| 日本の国内出願、 若しくは日本のみを 指定したPCT出願 | 日本を指定国に含む PCT出願（自己指定） | 国内優先権                                 |
| 日本及び他国を 指定したPCT出願                      | 国内出願                               | 国内優先権と パリ優先権を 出願人が選択可能 |
| 日本及び他国を 指定したPCT出願                      | 日本を指定国に含む PCT出願             | パリ優先権                                 |

## 国際調査
国際出願がなされると、国際調査機関によりその国際出願に対して国際調査がなされ（PCT条約15条(1),16条(1)）、その結果が国際調査報告として報告される。

### 国際調査機関
総会が決定した国内官庁や政府間機関が国際調査機関になる（PCT条約16条(1),(3)）。2023年7月1日現在、国際調査機関には以下の24機関である：オーストリア、オーストラリア、ブラジル、カナダ、チリ、中国、ユーラシア特許庁、エジプト、欧州特許庁、スペイン、フィンランド、イスラエル、インド、 日本、韓国、フィリピン、ロシア、スウェーデン、シンガポール、トルコ、ウクライナ、 米国、北欧特許庁、ヴィシェグラード特許機構(p5)。
各受理官庁は、国際出願を管轄する国際調査機関を1つ以上特定する（PCT条約16条(2)）。受理官庁が日本の特許庁であるとき、日本語出願の場合は日本の特許庁が国際調査機関になり、英語出願の場合は日本国特許庁、欧州特許庁、インド特許庁、シンガポール知的所有権庁のいずれかを選択できる(p5)。

### 国際調査

#### 調査内容
国際調査の目的は国際出願に関連のある先行技術を発見することにあり（PCT条約15条(2)）、明細書及び図面に妥当な考慮を払った上で、請求の範囲に基づいて国際調査が行われる（PCT条約15条(3)）。
いかなる場合にも定める最小限資料の調査は行う（PCT条約15条(4)）。最小限資料は主要国における特許や発明者証、公表された国際出願、広域出願、広域特許、及び広域発明者証、国際事務局の一覧表に載っている非特許文献等である（PCT規則34条）。

#### 単一性要件
国際出願が単一性要件を満たしていないと国際調査機関が判断した場合、請求の範囲に最初に記載されている発明（主発明と呼ぶ）の国際調査を行う（PCT条約17条(3)(a)）。それ以外の部分に関しては出願人に対し追加手数料の支払いを求め、追加手数料が支払われたら国際調査を行う（同項）。なお国際段階では出願を分割する事はできない。
追加手数料が支払われなかった場合、指定国が国際調査機関による単一性要件の判断が正当だと認めれば、指定国は出願の該当箇所が取り下げられたとみなす国内法令を定める事ができる（PCT条約17条(3)(b)）。

### 国際調査報告

#### 作成と送付
- 調査用写しの受領から３月又は優先日から９月の期間の遅い方までに（PCT規則42.1）国際調査機関は国際調査の結果を国際調査報告としてまとめ、出願人及び国際事務局にすみやかに送付する（PCT条約18条(1),(2)）。
- 国際事務局は国際調査報告を翻訳し（PCT条約18条(3)）、国際出願とともに各指定官庁に送付する（PCT条約20条(1)(a),(b)。20条送達）。
- 国際調査機関は、指定官庁又は出願人の請求に応じ、国際調査報告に列記された文献の写しを指定官庁又は当該出願人に送付する（PCT条約20条(3)）。

#### 国際調査報告の不作成
国際調査機関は、国際出願について次のいずれかの事由がある場合には、国際調査報告を作成しない旨を出願人及び国際事務局に通知する（PCT条約17条(2)(a)）。
- 国際出願が発明要件（PCT規則39.1）を満たさず、しかも調査を行わないと決定した場合。
- 明細書等が有意義な調査を行うことができる程度にまで所定の要件を満たしていないと認めた場合

なお一部の請求の範囲のみ上述の事由に当てはまっていた場合、それ以外の請求の範囲に対しては国際調査報告を作成する（PCT条約17条(2)(b)）。

### 国際型調査
締約国の国内法令が認める場合には国内出願に対して、国際調査に類する調査（「国際型調査」）を行う事ができる（PCT条約15条(5)(a),(b)）。国際型出願は国内法令により、国内法令に定める条件に従って出願人が請求するよう定める事も、国内出願がされた締約国の国内官庁が国際型調査に付するよう定める事も、国内出願がされた締約国のために行動する国内官庁が国際型調査に付するよう定める事もできる（同項）。
国際型調査は、国際調査の場合と同じ国際調査機関が行う（PCT条約15条(5)(c)）。この際翻訳が必要な場合は出願人自身が翻訳する（同項）。

### 国際調査見解書

#### 概要
国際調査機関は、国際調査報告と同時に以下の事由に関する見解書（国際調査見解書）を作成する（PCT規則43.2）：
- 請求の範囲に記載されている発明に関する新規性、進歩性、産業上の利用可能性の有無
- PCT条約やPCT規則に定める要件を満たしているか否か

国際調査機関が国際予備審査機関を兼ねている場合は適切な条件下、国際調査と国際予備審査を同時に行うことができるが(PCT規則69.1(b))、この場合には適切な条件のもので国際調査見解書が作成されない場合もある（PCT規則43.2,69.1(bの2)）。
国際調査機関は国際調査報告と共に、国際事務局及び出願人に各一通同一の日に送付する（PCT規則44.1）。
なお、
- 国際調査報告は国際公開されるが、国際調査見解書は国際公開されない。
- 国際予備審査請求されなかった場合、国際事務局は国際調査見解書と同内容の「特許性に関する国際予備報告（特許協力条約第一章）」という書面を発行し（PCT規則44の2.1(a),(b)）、優先日から30ヶ月経過したら各指定官庁に送達する（PCT規則44の2.1(a)）。

#### 対応
国際調査見解書に対して出願人は以下の５通りの取ることができる：
- 反論を非公式なコメントとして国際事務局に対して提出。条約上の明示されていない為、反論を実体審査に反映するかどうかは指定官庁の判断に委ねられる。
- 19条補正
- 国際予備審査請求して34条補正や答弁書の提出を行う。なお国際予備審査機関が予備審査に着手する前に反論するには、優先日から22ヶ月以内に国際予備審査請求する必要がある。
- 国際出願の取り下げ
- 何もしない。

### 19条補正

#### 概要
出願人は、国際調査報告を受け取った後、1回のみ補正する事ができ、これを19条補正という（PCT条約19条(1)）。
補正は出願時における国際出願の開示の範囲を超えてしてはならないが（PCT条約19条(2)）、指定国の国内法令により国際出願の開示の範囲超えた補正を認めている場合は、その指定国ではそうした補正も認められる（PCT条約19条(3)）。 詳細は以下のとおりである：
- 提出先： 直接国際事務局に提出する（PCT規則46.2）。
- 期限：国際調査報告の送付の日から2箇月の期間又は優先日から16箇月の期間の遅い方まで（PCT規則46.1）。ただし期限後であっても、国際公開の技術的な準備が完了する前に国際事務局に到達した場合には、期限の末日に国際事務局が受理したものとみなす（同項）。
- 補正書の言語：国際出願が国際公開に用いられる言語以外の言語でされた場合には、国際公開の言語でする（PCT規則46.3）

#### 説明書
出願人は、補正書と同時に、補正並びにその補正が明細書及び図面に与えることのある影響について説明した簡単な説明書を提出することができる（PCT条約19条(1)）。
詳細は以下のとおりである：
- 見出し：「第十九条（１）の規定に基づく説明書」の語句又は説明書の言語におけるこれと同義の語句を用いることが望ましい（PCT規則46.4(a)）。
- 言語：当該国際出願の国際公開に用いられる言語で作成（PCT規則46.4(a)）。
- 上限：英語の場合又は英語に翻訳した場合に500語を超えてはならない（PCT規則46.4(a)）。
- 誹謗の禁止：国際調査報告に関して誹謗する意見又は国際調査報告に列記された文献との関連性に関して誹謗する意見を記載してはならない（PCT規則46.4(b)）。
- 文献への言及の制限：国際調査報告に列記された特定の請求の範囲に関連する文献についての言及は、当該請求の範囲の補正に関してのみ行うことができる（PCT規則46.4(b)）。

## 国際公開

### 概要
国際事務局は、優先日から18箇月経過したら国際出願の国際公開を行う（PCT条約21条(2)(a)）。ただし出願人が公開請求を行った場合は、それ以前に国際公開される（PCT条約21条(2)(b)）。また後述する留保規定に当てはまった場合も例外とする（PCT条約21条(2)(a)）。なお、
- 国際公開の技術的な準備が完了する前に国際出願が取り下げられ又は取り下げられたものとみなされる場合には、国際公開は、行わない（PCT条約21条(5)）。
- 公序良俗に反する記載や誹謗の記載が国際出願の表現や図面に含まれていると国際事務局が認めた場合は、公開する刊行物から該当箇所を省略できる（PCT条約21条(6)）。省略箇所は請求により写しを交付する（同項）。

### 留保規定
締約国は国際公開を行わない事を宣言する事ができる（PCT条約64条(3)(a)）。優先日から18ヶ月経過した時点で、指定国が全てこの宣言を行った国である場合、その国際出願は国際公開されない（PCT条約64条(3)(b)）。ただし、出願人からの請求があった場合には国際公開を行う（PCT条約64条(3)(c)(i)）。また国際出願が指定国の国内官庁により又はその国内官庁のために公表された場合、その公表の後速やかに当該国際出願の国際公開を行う（PCT条約64条(3)(c)(ii)）。この場合も公開は優先日から18ヶ月後に行う（同項）。

### 公開内容
以下のものが国際公開される（PCT規則48.2(a)）：
- (i) 規格による表紙
- (ii) 明細書
- (iii) 請求の範囲
- (iv) 図面（該当する場合）
- (v) 国際調査報告、若しくは17条(2)(a)の宣言
- (vi) 19条補正の際提出された説明書
- (vii) 明白な誤記の訂正の為の請求（PCT規則91.3(d)）、理由及び意見（で、国際公開の技術的な準備が完了する前に請求を受理したもの）
- (viii) 生物材料についての表示（PCT規則13の2）及び国際事務局が当該表示を受理した日付の表示（もしあれば）
- (ix) 優先権の主張に関する情報（PCT規則26の2.2(d)）
- (x) 国内法令により出願人に提出を要求するものの申立て（PCT条約27条、PCT規則51の2.1、4.17）。及びその補充（PCT規則26の3.1）で国際事務局が期限内に受理したもの
- (xi) 優先権の回復（PCT規則26の2.3）の請求に関する情報、それに対する受理官庁による決定、及び決定が基づいた回復のための基準に関する情報

なお、
- 19条補正が行われた場合は、補正前・補正後双方の請求の範囲の全文を載せ、さらに補正の説明書、補正書の受理日も載せる（PCT規則48.2(f)）

以上で説明したもののうち、国際調査報告（PCT規則48.2(g)）、19条補正（PCT規則48.2(h)）、明白な誤記の訂正（PCT規則48.2(i,k)）、優先権の回復のための請求（PCT規則48.2(j)）に関しては、国際公開後に行われた場合には再度国際公開する。

### 表紙
国際公開の表紙には以下を掲載する（PCT規則48.2(b)）：
- (i) 願書から抽出する事項その他の実施細則で定める事項
- (ii) 代表図。出願人が決めたもの(PCT規則3.3(a)(iii))。それがない場合若しくはあるけれどもそれ以上によいものがあると判断された場合は国際調査機関が判断した図(PCT規則8.2(a))。（いずれの図も要約の理解に役立たないと認めた場合は代表図はない(PCT規則8.2(b))。
- (iii) 要約（英文のものがあればそれを優先）。
- (iv) 期限内に受理した国内的要件に関する申立て(PCT条約27条、PCT規則51の2.1、4.17)があれば、それを含む旨の表示。
- (v) 引用により含める旨の陳述(PCT規則4.18)、要素及び部分の引用により含めることの確認の書面(PCT規則20.6)にもとづいて国際出願日を認めた場合、その旨の表示及びその関連事項
- (vi) 優先権の主張の欠陥に関する情報(PCT規則26の2.2(d)、該当する場合のみ)
- (vii) 優先権の回復(PCT規則26の2.3)の請求とそれに対する決定に関する情報を含む旨の表示（該当する場合のみ）

また17条(2)(a)の宣言が行われた場合には、表紙でその旨に言及する(PCT規則48.2(c))。

### 情報の省略
公衆に周知する目的に明らかに資さない等と国際事務局が認めた場合は、その情報を公開の対象から省略する(PCT規則48.2(l,m,n))。

### 言語
- 国際出願が「国際公開の言語」でされた場合は、国際出願された言語で国際公開を行う(PCT規則48.3(a))。
- それ以外の言語で国際出願され、かつ国際調査のための翻訳文(PCT規則12.3)若しくは国際公開のための翻訳文(PCT規則12.4)が提出された場合には、その翻訳文の言語で国際公開される。
- これらの翻訳文が提出されなかった場合は、みなし取り下げとなる(PCT規則12.3(d)、12.4(d))。

ここで国際公開の言語とは以下の言語を指す(PCT規則48.3(a))： アラビア語、英語、スペイン語、中国語、ドイツ語、日本語、韓国語、ポルトガル語、フランス語、ロシア語。
国際公開が英語以外の言語で行われる場合は、国際調査報告(若しくは17条(2)(a)の宣言)、発明の名称、要約及び要約に添付する図に係る文言は、当該言語及び英語の双方で国際公開を行う。なお、出願人が国際調査のための翻訳文(PCT規則12.3)を提出しない場合、これらに対する英訳文は国際事務局の責任において作成される(PCT規則48.3(c))。

### 国際公開の効果
国際出願の国際公開の指定国における効果は、審査を経ていない国内出願の強制的な国内公開について当該指定国の国内法令が定める効果と同一である(PCT条約29条(1))。ただし以下に関しては指定国の国内法令で定める事ができる(同項)：
- 指定言語以外で出願された場合の効果：この場合、効果が以下のいずれの時から生じるかを国内法令により定める事ができる(PCT条約29条(2))：
  - (i) 翻訳文が公表された時
  - (ii) 翻訳文が公衆の閲覧に供されて公衆が利用可能にされた時
  - (iii) 許諾を得ずに実施している若しくは実施すると予想される者に対し出願人が翻訳文を送付した時
  - (iv) (i)及び(iii)の双方の措置が取られた時、又は(ii)及び(iii) の双方の措置が取られた時
- 早期公開請求により国際公開された場合、公開の効果が生じるのが優先日から18ヶ月経った場合のみか否か(PCT条約29条(3))
- 国際公開の効果が生じるのが、指定国の国内官庁又は当該指定国のために行動する国内官庁が受領した日からのみか否か(PCT条約29条(4))。前者の場合当該国内官庁は、その公報にその受領の日をできる限り速やかに掲載する(同項)。

### 補充国際調査
出願人が望む場合には、国際調査とは別に補充国際調査を行うことができる(PCT規則45の2.1(a))。補充国際調査を依頼するには、補充調査請求書を国際事務局に提出する((PCT規則45の2.1(b))。補充調査請求書の提出は、優先日から22箇月を経過する前ならいつでもよい(同項)。補充国際調査を管轄する国際調査機関は補充国際調査機関と呼ばれる。2つ以上の補充国際調査機関に補充国際調査を依頼する事も可能である(PCT規則45の2.1(a))。
2016年10月時点の補充国際調査機関としては、オーストリア特許庁、欧州特許庁、フィンランド特許庁、連邦知的財産権特許商標庁、スウェーデン特許登録庁、シンガポール知的所有権庁、ウクライナ国家知的所有権庁、北欧特許庁、ヴィシェグラード特許機構がある。日本の特許庁は補充国際調査機関ではない。
補充国際調査機関は、優先日から28箇月以内に補充国際調査報告を作成する(PCT規則45の2.7(a))。ただし補充国際調査報告の代わりに17条(2)(a)の通知が届く場合もある(PCT規則45の2.5(c))。
補充国際調査報告も国際調査報告と同様、国際予備審査に考慮されることもあるが、国際予備審査機関が書面による見解又は国際予備審査報告の作成を開始した後補充国際調査報告を受領した場合には、考慮する必要はない(PCT規則45の2.8(c))。

### 国際予備審査
出願人が望む場合には、国際出願とは別個に国際予備審査請求書を提出する事で、国際予備審査を受ける事ができる(PCT条約31条(1)(3))。

#### 国際予備審査請求の要件
出願人の少なくとも1人がPCT条約第2章（国際予備審査）の規定に拘束される締約国の居住者又は国民であり、しかもそのような締約国の受理官庁又はそのような締約国のために行動する受理官庁に国際出願をしている事が要件である（PCT条約31(2)(a)、PCT規則54.2）。
ただし上記の要件を満たさなくても、総会が認めた場合には、国際予備審査請求できる（PCT条約31(2)(b)）。

#### 時期的要件
国際調査報告（もしうは17条(2)(a)の通知）の送付から3ヶ月、及び優先日から22ヶ月の遅い方までに国際予備審査請求する必要がある（PCT規則54の2.1(a)）。
この期限以降になされた国際予備審査請求は、提出されなかったものとみなされる（PCT規則54の2.1(b)）。

#### 国際予備審査機関の選択
国際予備審査を望む場合、出願人は国際予備審査を行う'国際予備審査機関'国際出願の指定国の中から1つ以上選択し、国際予備審査請求書に記載する(PCT条約31条(4)）。そして国際予備審査請求書を国際予備審査機関に対して直接提出する(PCT条約31条(6)(a)）。
国際予備審査機関は後から追加的に選択する事も可能である(PCT条約31条(4)）。後から追加した選択は国際事務局に届け出る(PCT条約31条(6)(b)）。

#### 取り下げ
優先日から30ヶ月までなら、国際予備審査の請求や選択を取り下げられる（PCT規則92の2.4(a)）。

#### 審査
国際予備審査の目的は、請求の範囲に記載されている発明の新規性、進歩性、及び産業上の利用可能性有するか否かについて予備的なかつ拘束力のない見解を示すことを目的とする（PCT条約33条(1)）。なお「産業」の語は、工業所有権の保護に関するパリ条約におけると同様に最も広義に解釈する（PCT条約33条(4)）。
国際予備審査には、国際調査報告や補充国際調査(もし行えば)に列記されたすべての文献を考慮に入れ、それ以外の文献があればそれも考慮に入れる（PCT条約33条(6)、PCT規則45の2.5(c)）。
国際予備審査機関は、電話、書面又は面談により、随時、出願人と非公式の連絡をすることができる(PCT規則66.6)。また出願人は国際予備審査機関に対して書面による非公式の連絡を取ることができるが、これに対して回答するか否かは国際予備審査機関の裁量に任されている（同条）。
国際出願が問題ありと判断された場合には、国際予備審査機関が書面による見解が示し（PCT条約34条(2)(c)）、出願人に答弁書及び、適当な場合には(34条補正の)補正書を提出することを出願人に求める（PCT条約34条(2)(d)、PCT規則66.2(c)）。
必要に応じて国際予備審査機関が追加の書面による見解を示す場合があり、この場合も答弁書や適当な場合には34条補正の補正書の提出を出願人に求める(PCT規則66.4(a))。
出願人から請求があった場合、国際予備審査機関は補正書又は抗弁を提出する機会を1回以上与える事ができる(PCT規則66.4(b))。

#### 34条補正
国際予備審査報告が作成される前であれば、出願人は、請求の範囲、明細書及び図面について補正をする権利を有する（PCT条約34条(2)(b),PCT規則66.1(b)）。ただし国際予備審査機関が補正を受理したのが書面による見解又は国際予備審査報告の作成を開始した後である場合は、国際予備審査機関は補正を考慮する必要としない（PCT規則66.4(2)）。
なお、34条補正は19条補正と違い、複数回補正できる。

### 日本語
- PCT国際出願制度の概要 - 特許庁
- 日本語で利用できるPCTの文書 - 特許協力条約、規則及び実施細則、出願人の手引き、年次報告等（WIPO）
- PCT国際調査及び予備審査ガイドライン・日本語仮訳 - 特許庁
- 特許協力条約に基づく国際出願等に関する法律 - e-Gov法令検索
- 特許協力条約に基づく国際出願等に関する法律施行令 - e-Gov法令検索
- 特許協力条約に基づく国際出願等に関する法律施行規則 - e-Gov法令検索

### 英語
- 特許協力条約、特許協力条約に基づく規則、実施細則 - 世界知的所有権機関
- PCT受理官庁ガイドライン、PCT国際調査及び予備審査ガイドライン - 世界知的所有権機関
- 出願から特許付与までの絵図面（英語訳） (PDF)